# Schwaighofenberg
Schwaighofenberg, auch Schwaighofen-Berg, ist ein Ort zwischen Salzburger Seengebiet und Salzburger Voralpen im Land Salzburg, und Ortsteil der Gemeinde Eugendorf im Bezirk Salzburg-Umgebung.

## Geographie
Schwaighofenberg liegt 3 Kilometer südlich von Eugendorf, auf um die 770 m ü. A. in einer Passlandschaft direkt am Alpenrand, die hierorts ebenfalls Schwaighofner Berg genannt wird. Hier bildet der Eugendorfer Berg (800 m ü. A.), ein Ausläufer des Heuberg–Petersberg-Zugs, eine bewaldete Kuppe. Gegen Südosten senkt sich das Relief in den Talzug des Alter Bachs (über Guggenthal nach Salzburg) und die Passlandschaft um Unterkoppl, im Südosten liegt der Forsthuber Bühel (773 m ü. A.) und gegen Osten erstreckt sich Oberplainfeld, wo dann jeweils das Gelände jäh zum Plainfelder Bach und Richtung Thalgau abbricht, und gegen Norden senkt sich, ohne erkennbare Grenze, das Gelände in das Kuppenland der Salzburger Seenplatte, die schon zum Alpenvorland gerechnet wird. Die Lage erlaubt einen guten Weitblick, bis hin zum Sauwald (Granit- und Gneishochland).
Die Rotte selbst umfasst die Häuser an der L254 Reitbergstraße, die von der Reitbergsiedlung an der L103 Thalgauer Landesstraße nach Unterkoppl führt, hinauf zum Eugendorferberg um die Gasthöfe Alpenblick und Dachsteinblick.
Die Ortslage umfasst insgesamt um die 75 Adressen.
Nachbarorte
| Reiterhausen Rappenwang | Kalham                                      | Reitbach         |
| Gottsreit               | Kompassrose, die auf Nachbargemeinden zeigt | Schwöllern       |
| Sommeregg               | Pabenwang                                   | Schwaighofen-Egg |

## Geologie
Obschon der Heuberg, wie auch die nordöstlich liegende Gruppe des Kolomannsbergs zur Flyschzone gehören, ist der Schwaighofenberg/Eugendorfer Berg schon ganz von glazialen Sedimenten geprägt. Hier streicht nordostwärts, von Gottsreit wie auch von Sommeregg her, eine typische Moränenlandschaft mit deutlich ausgeprägten Wällen, die der Salzachgletscher hinterlassen hat. Dabei handelt es sich bei der südlichen Schar um den Nordrand der Gletscherzunge, die das Guggenthal ausgeschürft hat (Gnigler Lobus), bei der nördlichen um den Südrand des mächtigen Wallerseelobus (Söllheim-Kraiwiesner Zweig), die sich hier bei Schwaighofenberg/Reitbach vereinten, und sich im Thalgau mit dem Traungletscher trafen. Die Gliederung der Stände des Gletschers ist lesbar. Über den Flysch selbst kann hierorts wenig gesagt werden, da er östlich von Gottsreit unter mächtigem Sediment liegt – nur südlich um Schwandt und Schwaighofen finden sich einige Aufschlüsse.